# Greatest Hits - The Ultimate Video Collection
Greatest Hits - The Ultimate Video Collection è un DVD dei Bon Jovi, pubblicato il 29 ottobre 2010, in concomitanza con la pubblicazione della raccolta Greatest Hits.
Il DVD ripercorre la carriera dei Bon Jovi per mezzo di 17 videoclip promozionali delle hit di maggior successo del gruppo e di 17 video dal vivo realizzati durante la loro carriera, compresi quelli realizzati durante la loro esibizione sul tetto della O2 Arena di Londra nel 2010, per un totale di 34 video.

## Tracce

### Esibizioni dal vivo
1. Livin' on a Prayer – dal vivo al Madison Square Garden, New York City
2. You Give Love a Bad Name – dal vivo al Wembley Stadium, Londra
3. In These Arms – dal vivo al Madison Square Garden, New York City
4. Bad Medicine – Live al Wembley Stadium, Londra
5. Born to Be My Baby – dal vivo, tratto da This Left Feels Right Live
6. I'll Be There for You – dal vivo al Stadio Letzigrund, Zurigo
7. Lay Your Hands on Me – dal vivo, tratto da This Left Feels Right Live
8. It's My Life – dal vivo al Madison Square Garden, New York City
9. Always – dal vivo al Madison Square Garden, New York City
10. Wanted Dead or Alive – dal vivo, tratto da Lost Highway: The Concert
11. Bed of Roses – dal vivo, tratto da This Left Feels Right Live
12. Who Says You Can't Go Home – dal vivo, tratto da Lost Highway: The Concert
13. Have a Nice Day – dal vivo al Madison Square Garden, New York City
14. We Weren't Born to Follow – dal vivo sul tetto della O2 Arena, Londra
15. What Do You Got? – dal vivo in Perù
16. Keep the Faith – dal vivo al Wembley Stadium, Londra
17. Blaze of Glory – dal vivo al Madison Square Garden

### Videoclip
1. Livin' on a Prayer
2. You Give Love a Bad Name
3. In These Arms
4. Bad Medicine
5. Born to Be My Baby
6. I'll Be There for You
7. Lay Your Hands on Me
8. It's My Life
9. Always
10. Wanted Dead or Alive
11. Bed of Roses
12. Who Says You Can't Go Home
13. Have a Nice Day
14. We Weren't Born to Follow
15. What Do You Got?
16. Keep the Faith
17. Blaze of Glory

## Classifiche

### Classifiche settimanali
| Classifica (2010) | Posizione massima |
| ----------------- | ----------------- |
| Australia         | 2                 |
| Austria           | 2                 |
| Belgio (Fiandre)  | 5                 |
| Belgio (Vallonia) | 9                 |
| Italia            | 8                 |
| Paesi Bassi       | 5                 |
| Portogallo        | 4                 |
| Nuova Zelanda     | 2                 |
| Spagna            | 6                 |
| Svezia            | 5                 |
| Svizzera          | 8                 |

### Classifiche di fine anno
| Anno | Classifica | Posizione di fine anno |
| ---- | ---------- | ---------------------- |
| 2010 | Australia  | 5                      |
| 2011 | Australia  | 26                     |